# Vendetta (miniserie)
Vendetta är en svensk miniserie från 1996 med Stefan Sauk, Ennio Fantastichini, Erland Josephson, Mats Långbacka och Luigi di Fiore, regisserad av Mikael Håfström. 

## Handling
Det svenska företaget Bofors håller på att planera en vapenaffär med den italienska staten, som rör bestyckning av tre fregatter i den italienska flottan. Men när två utsända direktörer från Bofors kidnappas av en maffiafamilj från Sicilien, så tar allt en vändning som bara Carl Hamilton kan klara av. Carl Hamilton får i uppdrag att tillsammans med kapten Joar Lundwall åka ner till Sicilien för att förhandla med Don Tommaso, familjens överhuvud, men de har fått order om att vara obeväpnade för att visa förtroende. 
Efter en misslyckad förhandling som kulminerar i att uppdraget misslyckas avnjuter Hamilton och Lundwall sin frukost, fortfarande obeväpnade, på ett kafé i Palermo dyker två av Don Tommasos underhuggare upp på motorcykel och skjuter ihjäl Joar Lundwall. Vid begravningen hemma i Sverige bestämmer sig Carl Hamilton och kapten Åke Stålhandske för att hämnas sin döde vän.

## Om filmen
Miniserien är baserad på Jan Guillous roman Vendetta om agenten Carl Hamilton. Miniserien och den kortare långfilmsversionen spelades in samtidigt. Långfilmen hade premiär i februari 1995 och drygt ett år senare sände TV4 miniserien.

## Skådespelare i urval
- Stefan Sauk - Carl Hamilton, greve och kommendörkapten vid flottan
- Mats Långbacka - Åke Stålhandske, kapten vid marinen
- Ennio Fantastichini - Don Tommaso
- Erland Josephson - D G (den gamle)
- Roland Hedlund - Samuel Ulfsson, kommendör vid flottan och chef för den militära underrättelsetjänsten OP5
- Marika Lagercrantz - Eva-Britt Hamilton, Carls hustru
- Malin Lagerhem - Johanna-Louise, Carls dotter
- Per Graffman - Joar Lundwall, kapten vid marinen
- Antonio Di Ponziano - Luigi Bertoni, löjtnant i armén
- Oliver Tobias - Da Piemonte, överste vid sicilianska polisen
- Orso Maria Guerrini - Giuseppe Cortini, generallöjtnant vid italienska försvarsdepartementet
- Luigi di Fiore - Giulio, Dom Tommasos bror
- Ralf Wolter - Don Giovanni

## Musik i urval
- "Something's Going On", kompositör Ardis Fagerholm, text Ardis Fagerholm och Thomas Öbrink, sång Ardis
- "Shotgun", kompositör och text Ardis Fagerholm, sång Ardis